# Коториба
Коториба је градић и средиште општине, која обухвата само једно насеље, у Међимурју, Хрватска.
До нове територијалне организације у Хрватској, подручје Которибе припадало је великој предратној општини Чаковец. Данас је Коториба општина у саставу Међимурске жупаније.

## Становништво
На попису становништва 2011. године, општина, одн. насељено место Коториба је имало 3.224 становника.

## Попис1991.
На попису становништва 1991. године, насељено место Коториба је имало 3.579 становника, следећег националног састава:
| Попис 1991.‍   | Попис 1991.‍  | Попис 1991.‍ | Попис 1991.‍ | Попис 1991.‍ |
| ------------- | ------------ | ----------- | ----------- | ----------- |
|               |              |             |             |             |
| Хрвати        | Хрвати       |             | 3.254       | 90,91%      |
| Роми          | Роми         |             | 157         | 4,38%       |
| Југословени   | Југословени  |             | 21          | 0,58%       |
| Срби          | Срби         |             | 15          | 0,41%       |
| Мађари        | Мађари       |             | 8           | 0,22%       |
| Словенци      | Словенци     |             | 6           | 0,16%       |
| Албанци       | Албанци      |             | 4           | 0,11%       |
| Грци          | Грци         |             | 1           | 0,02%       |
| Македонци     | Македонци    |             | 1           | 0,02%       |
| Црногорци     | Црногорци    |             | 1           | 0,02%       |
| остали        | остали       |             | 3           | 0,08%       |
| неопредељени  | неопредељени |             | 12          | 0,33%       |
| регион. опр.  | регион. опр. |             | 2           | 0,05%       |
| непознато     | непознато    |             | 94          | 2,62%       |
| укупно: 3.579 |              |             |             |             |